# Dôme de Wohpe
Wohpe Tholus
Le dôme de Wohpe (désignation internationale : Wohpe Tholus) est un dôme situé sur Vénus dans le quadrangle de Beta Regio. Il a été nommé en référence à Wohpe, déesse lakota de l’ordre, de la beauté et du bonheur.